# Quivira
Quivira es una ciudad legendaria llena de riquezas, que durante la época colonial se suponía en algún lugar del norte de la Nueva España, en lo que hoy es el norte de México y el suroeste de Estados Unidos. La leyenda medieval de las Siete Ciudades se origina con la invasión de los moros a la península ibérica, donde según el relato, siete obispos salieron desde la ciudad de Oporto (según la versión original portuguesa) o desde Mérida (según la posterior versión española) y se establecieron en una tierra ubicada al oeste, cruzando el mar, donde cada uno habría fundado su propia ciudad. El descubrimiento de América en 1492 y las historias sobre la existencia de grandes ciudades al norte del continente hicieron que el fray Marcos de Niza afirmara, sin mayor fundamento, que allí se escondían las legendarias Siete Ciudades, lo que provocó su intensa búsqueda durante los años subsiguientes sin ningún resultado.

## Leyenda Ibérica
La leyenda medieval de las Siete Ciudades se origina con la invasión de los moros a la península ibérica. Según el relato original siete obispos lusos partieron de la ciudad de Oporto y se establecieron en una isla o tierra ubicada al oeste, cruzando el mar, donde cada uno habría fundado su propia ciudad. Posteriormente los españoles popularizaron otra versión de los hechos, donde los obispos ya no eran portugueses sino españoles originarios de Mérida, quienes habrían escapado de la ciudad tras su caída a manos de los musulmanes en el año 713.

## Conquista de México

### Descubrimiento de América

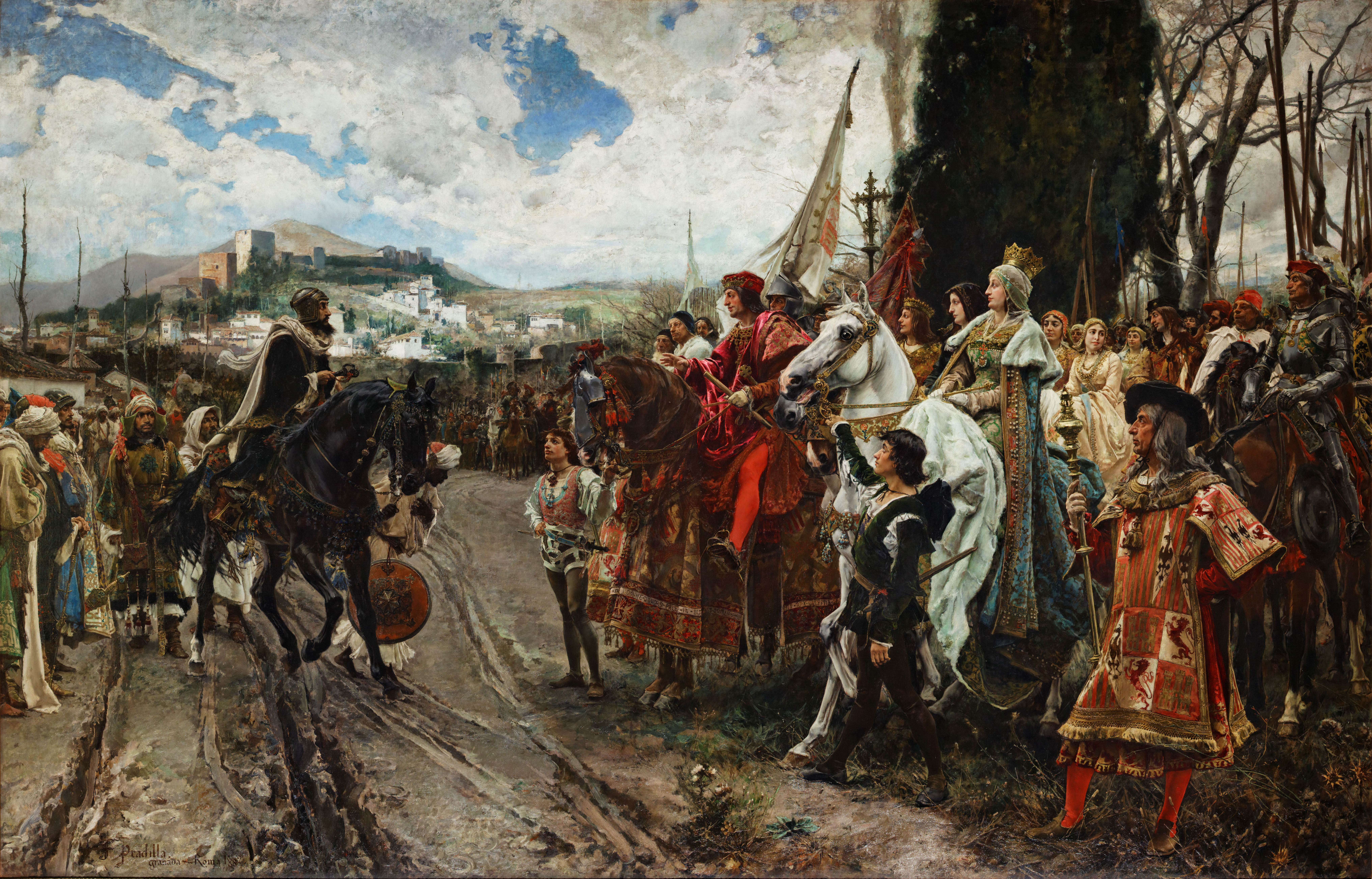
La rendición de Granada a manos de los reyes católicos.

A partir del año 722, con el triunfo de Covadonga, los reinos cristianos del norte de España comienzan la reconquista de la península ibérica, un proceso lento pero continuo que culminará el 2 de enero de 1492, con la toma del reino de Granada, último bastión musulmán en España.
Conseguido el triunfo sobre la península, Cristóbal Colón obtuvo la autorización de los Reyes Católicos para aventurarse rumbo al oeste en busca de la rica isla de Cipango (Japón) descrita por Marco Polo en el Libro de la Maravillas. La expedición española partió de la ciudad de Palos de la Frontera el 3 de agosto de 1492 y arribó a las islas Bahamas el 12 de octubre de ese mismo año, aunque Colón suponía encontrarse en algún archipiélago cercano a la costa de China. En este viaje los españoles procedieron también al reconocimiento de las islas de Cuba y La Española para finalmente volver a Europa y anunciar allí su descubrimiento a los reyes católicos.
Posteriormente Colón realizó tres viajes más a América profundizando la exploración de las islas del Caribe y recorriendo también las costas de Venezuela, Honduras, Nicaragua, Costa Rica y Panamá en busca de un inexistente estrecho que debía conducirlo rumbo a las islas de las especias.

### Conquista de Yucatán

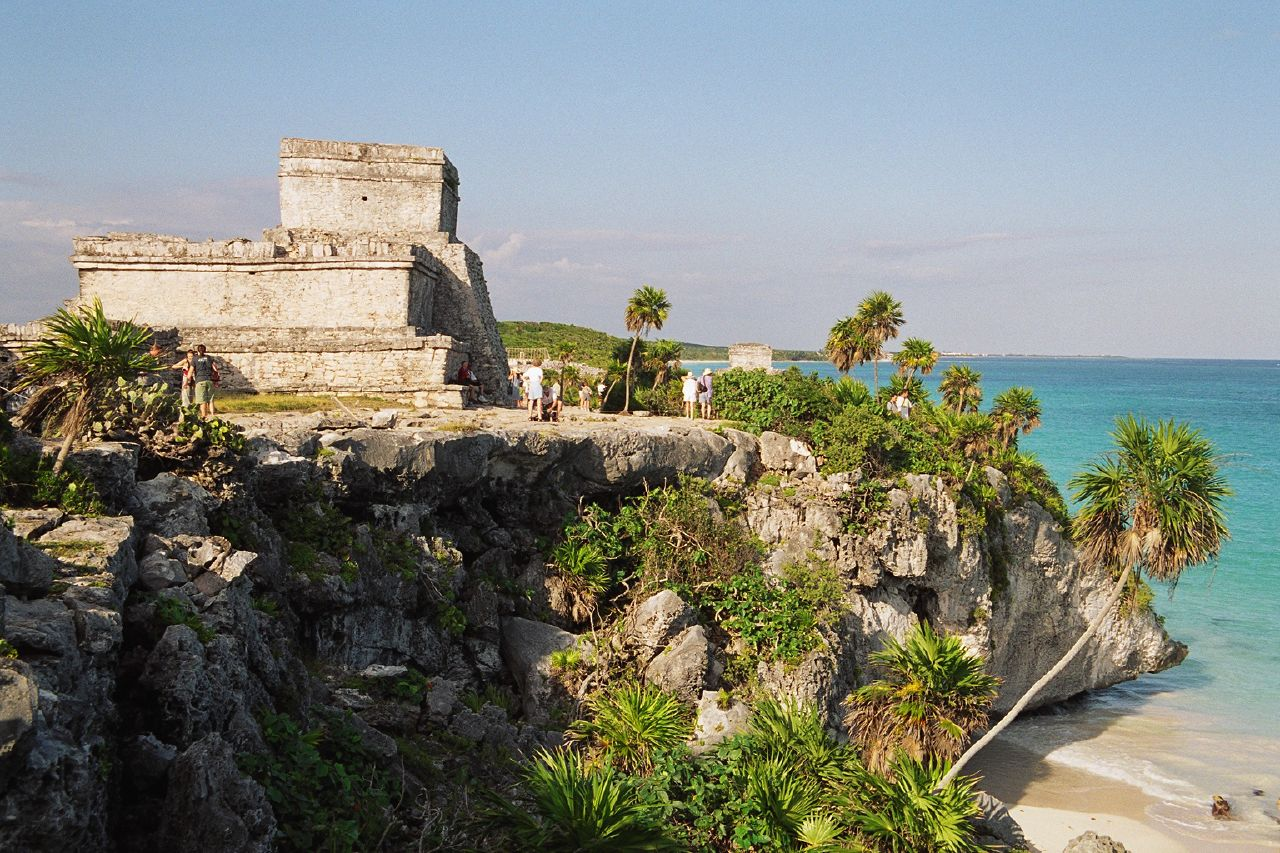
Vista de las ruinas mayas de Tulum en la península de Yucatán.

Para comienzos del siglo XVI la dominación española en el Nuevo Mundo se limitaba a la posesión de las islas de Cuba, La Española, San Juan y Jamaica y a una pequeña porción de Tierra Firme en la región del Darién, donde el conquistador Vasco Núñez de Balboa emprende las primeras expediciones hacia el interior del istmo de Panamá, descubriendo en el año 1513 la costa del Océano Pacífico, al cual va a bautizar con el nombre de Mar del Sur por su contraposición geográfica con el entonces denominado Mar del Norte (Océano Atlántico). Paralelamente, corrían rumores en Cuba sobre la existencia de una tierra o una isla ubicada al oeste, no muy lejana, que poseía grandes riquezas, noticia que motivó la frustrada expedición de Francisco Hernández de Córdoba hasta la por entonces desconocida península de Yucatán.
El descubrimiento de Yucatán despertó la ambición del gobernador de Cuba, capitán Diego Velázquez, quien patrocinó una nueva expedición comandada por Juan de Grijalva que partió en abril de 1518 y reconoció el norte de la península y gran parte del golfo de México, hasta el río Pánuco. Grijalva no solo recolectó importantes riquezas durante este viaje, sino que también se cruzó con tres indios principales que se identificaron como súbditos del monarca Moctezuma, quien dominaba una tierra grande y rica en el interior del continente, siendo ésta la primera referencia que reciben los españoles sobre el Imperio Azteca.
Ansioso por iniciar la conquista del territorio que ya se denominaba como la Nueva España, Velázquez comenzó a organizar la siguiente expedición, inclinándose esta vez por Hernan Cortés como capitán general de aquella empresa. La expedición partió de Santiago de Cuba el 18 de noviembre de 1518, sin embargo, Diego Velázquez inmediatamente comenzó a desconfiar de la lealtad de su capitán general al punto que ordenó quitarle el gobierno de la armada mientras la expedición realizaba una escala en la ciudad de La Habana, mandato que no llegó a cumplirse dado que quienes debían ejecutarlo entendieron que el mismo generaría un gran disgusto entre los soldados y que no podría implementarse sin tener que enfrentar grandes inconvenientes. Hernán Cortés decidió finalmente no dejarse atropellar por Velázquez y con el apoyo de la tripulación partió de La Habana el 10 de febrero de 1519 iniciando su itinerario de conquista en la isla de Cozumel. La expedición pasó luego al continente, más precisamente al río Grijalva, donde ocurre un enfrentamiento entre los naturales del lugar y los europeos, que culmina con la victoria de estos últimos. Obtenido el triunfo Cortés decidió fundar el templo y villa de Nuestra Señora de la Victoria, primer asentamiento español en México y un día después del fin de la batalla, se procedió a la liberación de los prisioneros. Tras este gesto de Cortés y con el fin de facilitar la paz, el cacique principal de Tabasco decidió enviar a los españoles provisiones, ropas, adornos, algunas piezas de oro y veinte indias, entre las cuales se hallaba una que los europeos llamaron doña Marina y que sería de gran ayuda en la posterior travesía hacia el interior del continente, dada su habilidad como intérprete.

### Caída del Imperio Azteca

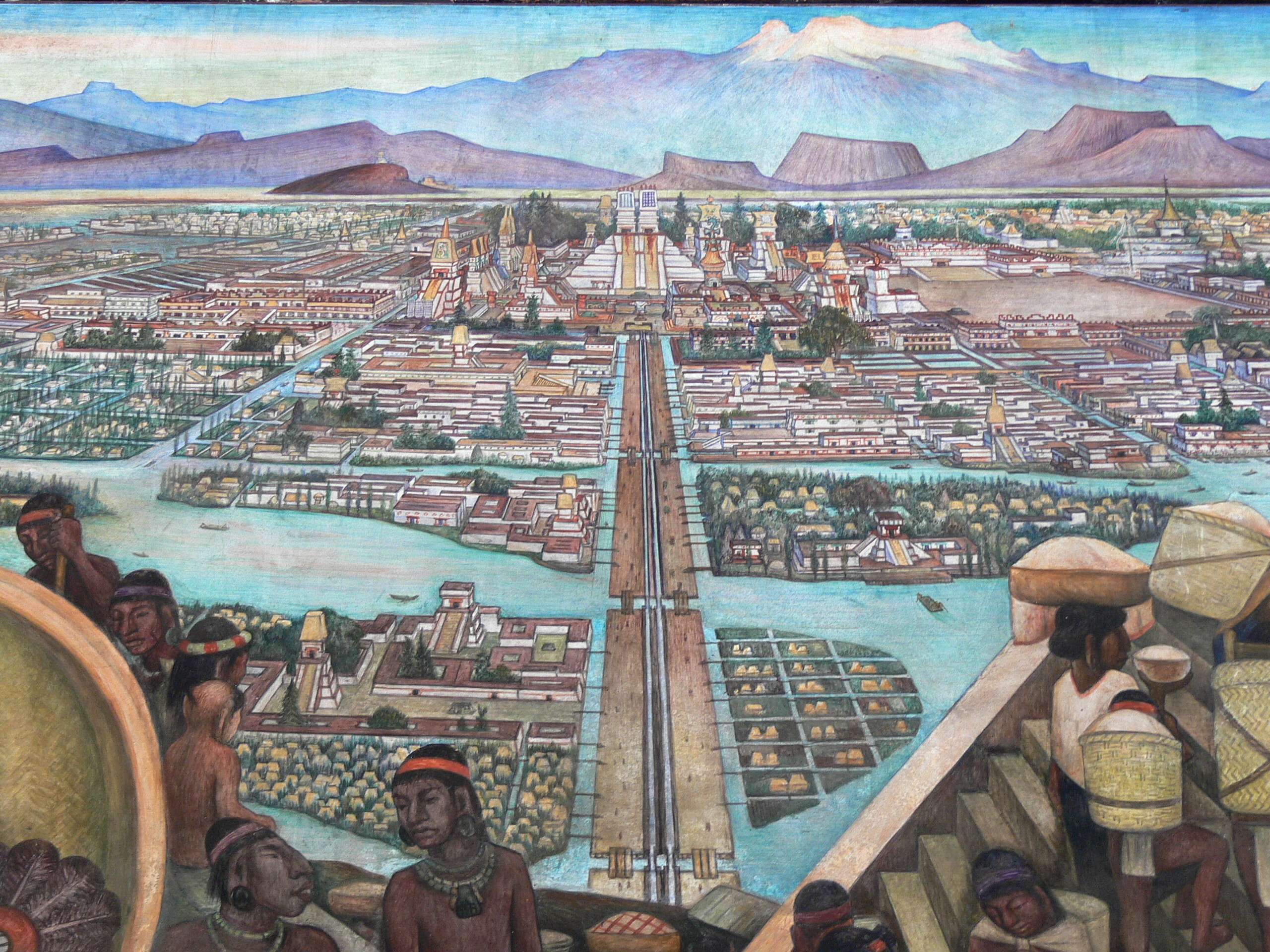
Tenochtitlan, capital del Imperio Azteca (mural de Diego Rivera).

Moctezuma intentó en reiteradas oportunidades persuadir a los españoles para que desistieran en su avance hacia el corazón del Imperio Azteca, sin embargo Cortés repetía a los emisarios mexicas que no desistiría en su pedido para entrevistarse con el emperador puesto que venía en representación de don Carlos de Austria, monarca de Oriente, y que no podía defraudar el honor de su rey. La insistencia de Cortés irritó en gran medida a Moctezuma quién planteó la posibilidad de enviar a sus tropas para eliminar de una vez por todas a los recién llegados, sin embargo, desde la expedición de Grijalba, una serie de malos presagios venían anunciando el enojo de los dioses mexicas y la ruina del Imperio Azteca a manos de gente venida del Oriente, por lo que finalmente Moctezuma desestimó la idea de enfrentar directamente a los españoles. Mientras tanto Cortés prosiguió con su marcha hacia el interior del continente donde fue bien recibido por varios caciques de la región quienes le informaron sobre la tiranía de Moctezuma e incluso algunos le ofrecieron su obediencia. Por consejo de unos indios amigos, los españoles avanzaron hacia el territorio de Tlascala o Tlaxcala, una confederación que continuamente se hallaba en guerra con los mexicas. Allí Cortés envió a cuatro embajadores al Senado para solicitar el permiso de paso para sus tropas, sin embargo, el pedido fue rechazado y se produjo un enfrentamiento entre los europeos y los indígenas de Tlaxcala, que resultó en una nueva victoria para las tropas de Cortés.

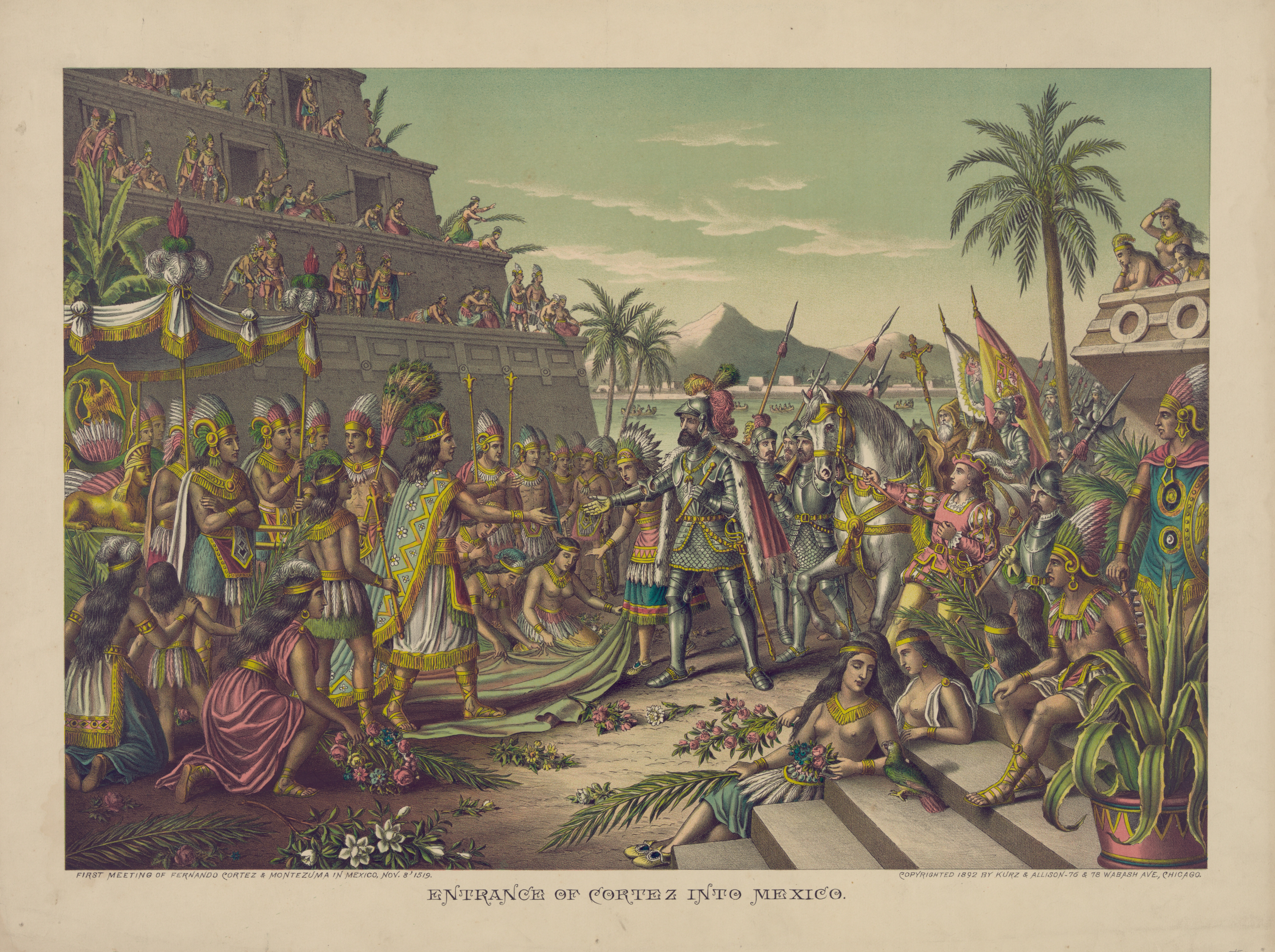
Encuentro de Hernán Cortés y Moctezuma

Los españoles continuaron luego hacia Cholula donde fueron bien recibidos por los nativos, sin embargo Cortés sospechaba que tras esa fachada de amabilidad posiblemente se estaba entretejiendo una traición en su contra. Esta situación se confirmó al poco tiempo, cuando una india anciana se acercó a doña Marina para estrechar amistad con ella, mostrándose sensible ante su situación de esclavitud por aquellos "aborrecibles extranjeros". Doña Marina decidió entonces fingir que se encontraba oprimida y sometida en contra su voluntad, ganándose así la confianza de la india anciana quién le advirtió que debía huir lo más pronto posible puesto que Moctezuma tenía veinte mil hombres apostados a poca distancia de la ciudad preparados para iniciar el asedio contra los extranjeros. Doña Marina, se mostró agradecida ante semejante noticia y le respondió a la anciana que iría a buscar sus pertenencias para luego huir con ella. Paralelamente Cortés había sido advertido por algunos soldados tlascaltecas de que los nativos de Cholula estaban realizando acciones y movimientos típicos de una antesala militar como sacrificios específicos o la evacuación de las mujeres, entre otras cosas. Confirmada ya la inminente emboscada los españoles decidieron atacar primero aplastando de esta manera el intento mexicano de sublevación, tras lo cual Cortés ordenó la liberación de todos los prisioneros como gesto de buena voluntad tanto para la gente de aquella ciudad como hacia el propio Moctezuma, quien mediante embajadores intentó distanciarse de los hechos trasmitiendo a los españoles su indignación ante la sedición de Cholula y su agradecimiento por haber dado castigo a aquellos traidores.
Los españoles continuaron avanzando por la montaña de Chalco, donde gracias al aviso de sus aliados indígenas, lograron sortear exitosamente una nueva emboscada preparada por Moctezuma, quien viendo frustrado su último plan decidió convocar a una junta de magos y agoreros con la orden de entorpecer por cualquier medio el avance de aquellos extranjeros que venían del Oriente. Confiados en la eficacia de sus conjuros los nigrománticos salieron al cruce de los españoles, sin embargo, cuando invocaron a uno de sus ídolos al que llamaban Tezcatlepuca, éste se les apareció y les dijo que los aztecas ya no contaban con el favor de los dioses, y que por sus crueldades y tiranías caería la ruina sobre Moctezuma y su imperio, tras lo cual, los magos pudieron observar una imagen de Tenochtitlan en llamas. Al recibir esta noticia, el emperador azteca decidió aceptar que si ese era el designio de los dioses él no se interpondría y a partir de allí sólo se dedicó a organizar la ceremonia de recibimiento para Hernán Cortés y sus hombres.
Finalmente el 8 de noviembre de 1519 los españoles hicieron su entrada en la imponente ciudad de Tenochtitlan, donde fueron recibidos por el propio Moctezuma, quien realizó un intercambio de presentes con Hernán Cortés. Tras la instalación de los españoles Moctezuma quedó virtualmente como un prisionero voluntario de éstos, aunque Cortés le permitió continuar presentándose en público y acudir a los templos entre otras actividades, como forma preventiva para evitar posibles disturbios del pueblo mexica. Tampoco se le exigió al emperador realizar un cambio extremo en la religión local, sino que únicamente se le pidió prohibir los sacrificios humanos a lo cual accedió sin reparos.
Tras un breve período de confianza y buena convivencia que incluyó opulentos banquetes y hasta una competencia entre los barcos a vela de los españoles y las canoas a remo de los aztecas en el lago de Texcoco, comenzaron a surgir los primeros roces y conspiraciones entre los americanos y los europeos. Según algunos cronistas en un momento dado los españoles decidieron que había llegado el momento de derribar los ídolos aztecas y establecer una iglesia en el adoratorio principal, lo cual habría generado el rechazo de Moctezuma y el alzamiento de toda la ciudad en defensa de sus dioses, tras lo cual se habría llegado a un acuerdo para mantener los ídolos en su lugar y levantar un altar con una cruz y una imagen de la virgen dentro del mismo adoratorio. Poco después, un sobrino de Moctezuma llamado Movióla Cacumatzin, quien era rey de Tezcuco y ambicionaba llegar a convertirse algún día en emperador, observó la oportunidad de lograr su meta organizando una conspiración contra Moctezuma y los españoles. El rumor de la conjura llegó tanto a oídos de Cortés como de Moctezuma, quién se adelantó a dar aviso a los españoles para no quedar implicado en la insurrección. Para desarticular aquel movimiento Moctezuma decidió organizar su propia conspiración que terminó con el secuestro y traslado de Cacumatzin a Tenochtitlan donde fue encarcelado y sentenciado a muerte. Sin embargo, Cortés pidió a Moctezuma no asesinar a Cacumatzin dado que así lo transformaría en un mártir y en su lugar le aconsejó limitarse únicamente a privarle de su reino nombrando como sucesor a un hermano de Cacumatzin, lo cual sería suficiente castigo y ejemplo para todos los insurrectos. La resolución de Cortés agradó mucho a Moctezuma por ser benigna y eficáz por lo que decidió implementarla.

### Misterio al Norte de México

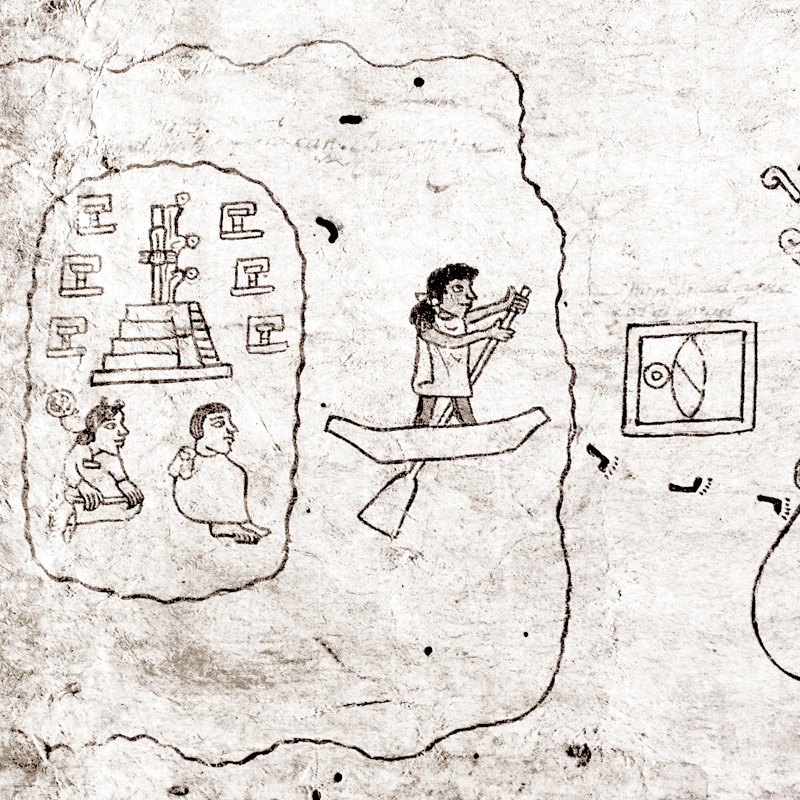
Inicio de la peregrinación mexica desde Aztlán según el Códice Boturini.

Consumada la conquista del Imperio Azteca, Hernán Cortés inició el reconocimiento de las regiones adyacentes en busca de nuevas riquezas y de un supuesto estrecho que debía comunicar el Mar del Norte (Océano Atlántico) con el Mar del Sur (Océano Pacífico), cuyo descubrimiento sería de gran valor ya que permitiría unir España con las zonas productoras de especias en el sudeste asiático por un camino mucho más directo que bordeando todo el continente hasta el estrecho de Magallanes. Hacia el sur, Cortés comisionó a Pedro de Alvarado, quien dirigió en gran parte la conquista y el reconocimiento de lo que hoy son Guatemala, El Salvador y Honduras.
Sin embargo, pronto comenzó a correr un vago rumor sobre la existencia de imperios ricos y poderosos, aún más importantes que la civilización Azteca, ubicados supuestamente al Norte del caído imperio. La existencia de importantes ruinas y la confirmación por parte de los indios mexicas de que el oro utilizado en sus esculturas lo extraían de aquella región no hizo más que acrecentar el mito. Todos los interlocutores coincidían en remarcar la dificultad para acceder a aquellas tierras, aunque la versión variaba ampliamente según el autor ya que algunos hablaban de amazonas invencibles, otros decían que había montañas altísimas o ríos anchos como un mar.
A estos rumores también debía añadirse que los mexicas afirmaban no ser originarios de Altiplano Central sino de una tierra ubicada al norte llamada Aztlán ("lugar de blancura" o "lugar de las garzas"), siempre representado como un paraje rodeado de agua, como si se tratara de una isla o una península. Si bien es cierto que los aztecas no eran originarios del Valle de México, varios historiadores sugirieron que Aztlán no era más que un mito o una representación simbólica del origen mexica y que incluso podría haber sido creada tras la fundación de Tenochtitlan, dado que Aztlán se representa como una ciudad construida sobre una isla y dentro de un lago, situación geográfica idéntica a la de la antigua capital azteca. En cambio, otros historiadores afirmaban que Aztlán existía o habría existido y que su ubicación aproximada podría haberse hallado al noroeste del Altiplano Central, más precisamente en el estado de Nayarit. Cierta o no, la leyenda de Aztlán no hizo más que introducir un nuevo argumento para que los conquistadores españoles se embarcaran en la exploración del norte de México.

## Expediciones en Norteamérica

### Naufragio de la expedición de Narváez a La Florida (1528)

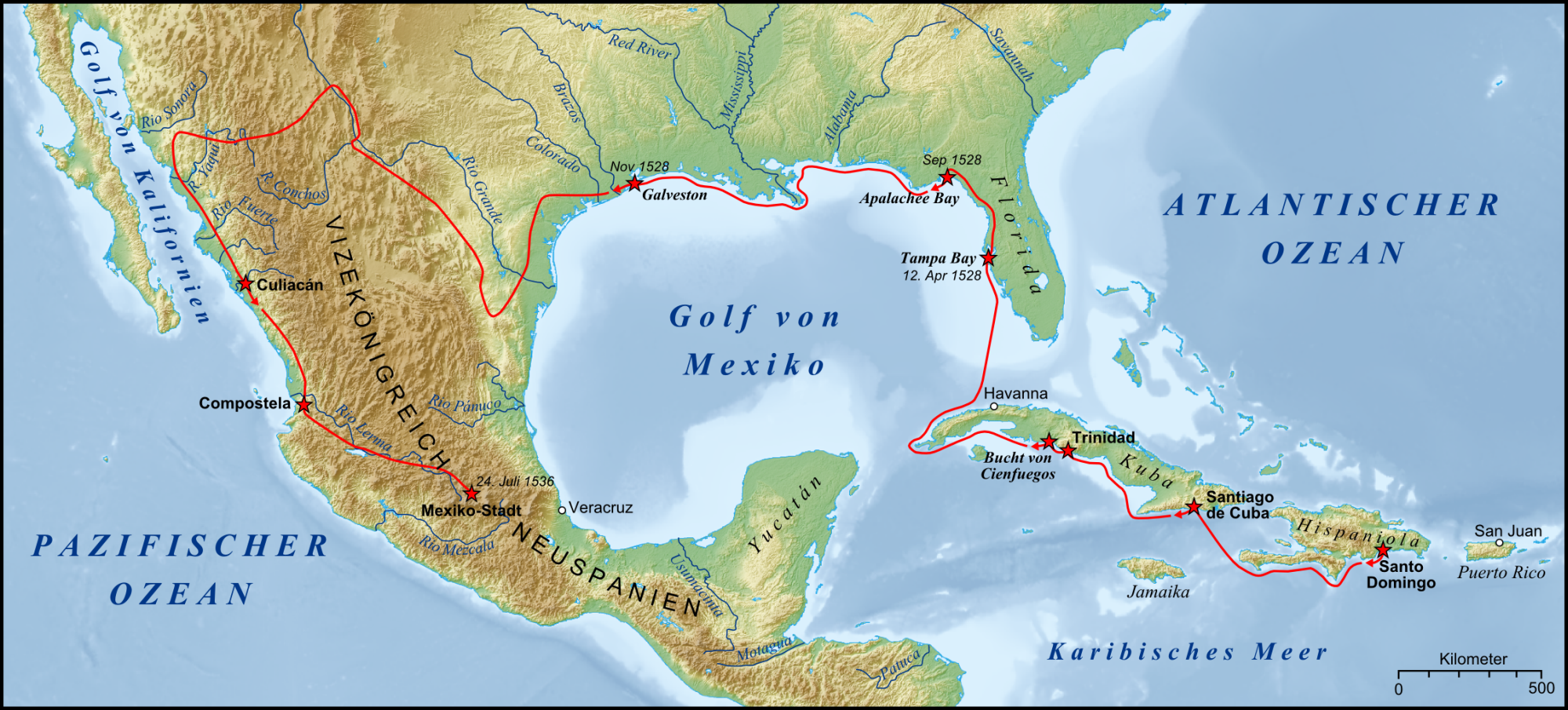
Expedición de Álvar Núñez Cabeza de Vaca durante su primer viaje a América.

El primer desembarco registrado de un europeo en el actual territorio de Estados Unidos fue el que protagonizó el conquistador español Juan Ponce de León, quien arribó en 1513 a lo que hoy se conoce como el Estado de Florida. Poco tiempo atrás, al ser despojado del cargo de gobernador de la isla de Borinquen (actual Puerto Rico), Ponce de León se enfocó en el descubrimiento de un incógnito territorio al cual llamaban Bimini, supuestamente ubicado al norte de Cuba, donde esperaba obtener riquezas y gloria. Tras semanas de navegación rodeando las Bahamas la expedición avistó territorio norteamericano el 27 de marzo de 1513, domingo de Resurrección, por lo que Ponce de León decidió bautizar aquella tierra con el nombre de Pascua Florida, suponiendo que se trataba de una isla. El desembarco se produjo el 2 o 3 de abril, permaneciendo la tripulación seis días explorando la zona, debiendo soportar la hostilidad del territorio y de los nativos. Según el relato de los conquistadores, uno de los indios "chapurreaba el castellano", lo que hace suponer que ya habían existido desembarcos españoles anteriores en Florida. En 1514 el rey de España nombró a Ponce de León como Adelantado de aquella tierra y en 1521 éste regresó a Florida para establecer una población permanente allí, sin embargo, tras un nuevo enfrentamiento con los indios, una flecha se le clavó en el muslo, falleciendo poco después por la infección que le había producido la herida. Durante años se afirmó que Ponce de León había pretendido encontrar en Norteamérica la mítica fuente de la eterna juventud que "tornaba mozos a los viejos", sin embargo esta creencia es actualmente desestimada por los historiadores, quienes sostienen que se trata de una falsa leyenda surgida bastantes años después del primer arribo a Florida.
El 17 de junio de 1527 partió de San Lucar de Barrameda el nuevo gobernador de La Florida, Pánfilo de Narváez con la misión de conquistar aquella tierra. Sin embargo, incluso antes de llegar al lugar señalado, la expedición sufrió la pérdida de navíos, provisiones, gente y caballos tras una fuerte tempestad que los asoló en una parada realizada en la isla de Cuba. Pánfilo de Narváez, acompañado por aproximadamente cuatrocientos hombres llegó finalmente a La Florida el 12 de abril de 1528. Mientras llevaban adelante un reconocimiento por tierra los españoles se cruzaron con unos indios que tenían "muchas cajas de mercaderes de Castilla", dentro de las cuales había hombres muertos cubiertos con cueros de venados pintados. También hallaron pedazos de lienzo y de paño y muestras de oro. Cuando los españoles interrogaron a los indios preguntando de donde habían sacado esas cosas, la respuesta fue que provenían de una provincia muy lejana llamada Apalache, donde había mucho oro. Tras escuchar esta noticia la expedición se trasladó hacia aquella tierra descubriendo que no había ninguna riqueza destacable y al indagar a los indios éstos les afirmaron que hacia el interior del continente no había más que lagunas, montes y desiertos poco poblados y que su recomendación era que continuaran bordeando la costa hacia el suroeste. Los españoles siguieron este consejo sin embargo la calidad de la tierra no mejoraba y cada vez eran más los que caían enfermos ante la falta de alimentos y la constante hostilidad de los nativos. En un momento dado el gobernador ordenó armar cinco balsas y poco después, ante la diferencia de opiniones sobre que dirección tomar, la expedición terminó dividiéndose. Según la única versión que se conoce de los exploradores que continuaron viaje con Narváez, una noche en la que casi toda la tripulación había desembarcado en la costa, el gobernador decidió por algún motivo permanecer en su balsa quedando junto con él un maestre y un paje que se hallaba en mal estado de salud. A media noche una tormenta arrastró la balsa hacia lo profundo del mar sin que nadie pudiese hacer nada y nunca se volvió a saber de él o de los otros tripulantes.
Para el año 1532 solo se encontraban con vida cuatro expedicionarios: Álvar Núñez Cabeza de Vaca, Alonso del Castillo Maldonado, Andrés Dorantes de Carranza y un esclavo moro llamado Estevanico. Estos supervivientes desembarcaron en la costa de Texas y decidieron encaminarse tierra adentro, siendo en este caso bien recibidos por los indios. En un pueblo, los nativos les entregan a los españoles un cascabel gordo y grande, hecho de cobre, con un rostro labrado. Cuando éstos indagaron a los indios sobre donde lo haían obtenido éstos respondieron que venía de más al norte, donde había mucha cantidad de aquellas piezas. Este dato les hizo pensar a los conquistadores que por allí podía existir una civilización avanzada con capacidad para fundir y labrar metales. Más adelante, en otra escala del camino, los españoles mostraron aquel cascabel a los nativos para ver si podían recabar más información y la respuesta de aquellos nuevamente fue que ese tipo de manufactura provenía de un lugar donde había muchas más piezas semejantes a ella.
Solamente cuatro náufragos consiguieron regresar andando hasta Sinaloa, en Nueva España. Álvar Núñez Cabeza de Vaca fue uno de ellos. En su libro de viaje afirmó que algunos nativos les contaron leyendas sobre ciudades con grandes riquezas.

### Expedición de fray Marcos de Niza
Cuando lo supo, el virrey Antonio de Mendoza organizó una expedición de reconocimiento dirigida por el fraile franciscano Marcos de Niza. Este llevaba de guía a Estebanico, otro de los supervivientes de la expedición de Narváez. Cuando llegaron a Vacapa (probablemente en el actual estado mexicano de Sonora), fray Marcos de Niza ordenó a Estebanico que se adelantara a investigar, y este afirmó que había vuelto a escuchar las leyendas.

### Asociación de la leyenda española con los relatos de los nativos
Fray Marcos de Niza concluyó que los nativos hablaban de las "Siete Ciudades de Cíbola y Quivira" de la leyenda española. Estebanico no esperó al fraile, sino que siguió avanzando hasta llegar a Háwikuh Nuevo México. Allí lo mataron los nativos y la expedición dio la vuelta.

### Expedición de Coronado

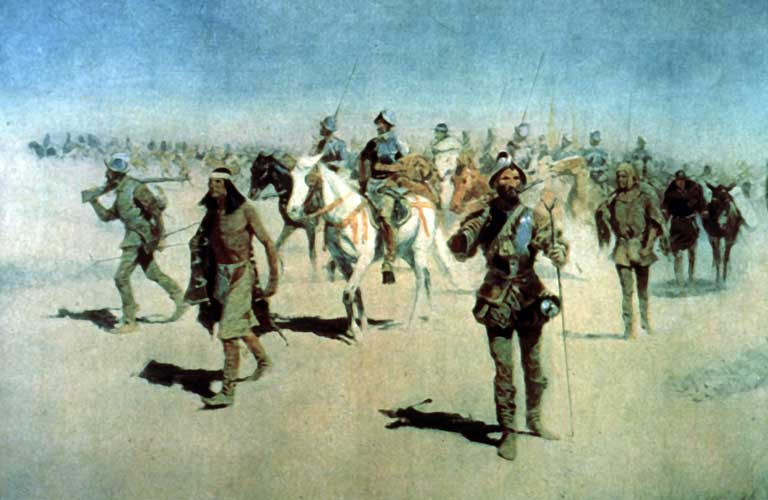
Coronado en camino al norte, cuadro de Frederic Remington (1861-1909).

Cuando Fray Marcos de Niza regresó a Ciudad de México, dijo al Virrey que había llegado a ver una ciudad más grande que Tenochtitlan, la Ciudad de México precolonial, la ciudad más grande del continente. En ella la gente usaría vajilla de plata y oro, decoraría sus casas con turquesas y tendría perlas gigantescas, esmeraldas y más joyas.
El Virrey organizó una expedición militar para tomar posesión de aquellas tierras. Puso al mando a su amigo Francisco Vázquez de Coronado. Fray Marcos de Niza iba como guía.
El 22 de abril de 1540 Coronado salió de Culiacán al mando de una avanzadilla de expedicionarios. El grueso de la expedición fue detrás al mando de Tristán de Arellano. Fernando de Alarcón llevó una expedición marítima paralela de abastecimiento. Coronado atravesó lo que es hoy Sonora y entró en Arizona. Allí no encontró riquezas y dio por falsa la historia.

### La Gran Quivira
La Gran Quivira (antes Pueblo de Las Humanas) es el nombre actual de las ruinas de un asentamiento indígena en Nuevo México.

### Quivira (punto de partida de la expedición de López de Cárdenas)
Francisco Vázquez de Coronado llamó Quivira a un asentamiento indígena del que ya no se conoce la ubicación. Este es representativo porque desde él partió García López de Cárdenas en la primera visita documentada de un europeo al Gran Cañón del Río Colorado.